# Paysage d'hiver (Kim Jeong-hui)
Pour les articles homonymes, voir Paysage d'hiver (homonymie).
Paysage d'hiver, en coréen Sehando (세한도 ou 歲寒圖), est une peinture et une œuvre de calligraphie de l'artiste coréen Kim Jeong-hui, réalisée en 1844.

## Historique
Né en 1786, Kim Jeong-hui est un lettré qui, dans les années 1840, vit en exil dans l'île de Jeju. Érudit, il connaît particulièrement bien les anciens caractères et styles d'écriture, ce qui lui a permis de développer un nouveau style calligraphique, auquel on a donné le nom chusa ou chusache, d'après son nom de plume Chusa.
L'un de ses disciples, Yi Sang-jeok (1804-1860), lui offre des livres précieux acquis lors de voyages officiels à Pékin effectués en 1843 et 1844. Kim Jeong-hui réalise Paysage d'hiver en remerciement à Yi.
Yi emporte le rouleau à Pékin lors de l'hiver 1844 et le montre lors d'un dîner. Seize invités ajoutent alors des colophons à la suite de l'œuvre, en signe d'appréciation. Leurs commentaires sont des poèmes ou des essais exprimant leur estime pour le peintre, déplorant les difficultés qu'il traverse et reprenant les métaphores du pin et du cyprès. Revenu en Corée, Yi montre les colophons à Kim.
Dans les années 1930, le tableau est acquis par un professeur japonais, Fujitsuka, qui enseigne à Séoul. Il l'emporte au Japon pendant la Seconde Guerre mondiale mais, peu avant de mourir, accepte de le céder à Son Chae-hyong, calligraphe et collectionneur. Trois mois après, la bibliothèque de Fujitsuka est détruite par un bombardement et une collection entière d'œuvres de Kim Jeong-hui est détruite. Après la guerre, de nouveaux colophons sont ajoutés à la suite de l'œuvre, faisant allusion aux conditions du retour du tableau en Corée. 

## Description

La peinture et l'inscription de Kim Jeong-hui, sans les colophons

L'œuvre a une hauteur de 23 cm et une longueur de 69,2 cm environ. Le rouleau dont elle fait partie a toutefois une longueur totale de plus de dix mètres, car elle est complétée de vingt colophons.
Le titre du tableau vient d'un passage des Entretiens de Confucius : « C’est seulement quand le froid de l’hiver est arrivé qu’on s’aperçoit que le pin et le cyprès perdent leurs feuilles après tous les autres arbres. ». L'image des pins et des cyprès, symboles de constance en un temps de souffrance et de danger, font allusion au soutien apporté par Yi Sang-jeok au maître exilé. Ils sont peints avec une grande économie de moyens au moyen de traits de pinceau secs et fortement chargés d'encre.
Dans la grande tradition de la peinture lettrée, l'écriture et la peinture sont intimement unis sur l'espace peint. L'inscription est calligraphiée dans le style excentrique propre à Kim. Dans la partie supérieure droite, le titre de l'œuvre est accompagné d'une dédicace à son disciple : « mon cher Wuson (surnom de Yi Sang-jeok), pour votre plaisir ». Kim Jeong-hui inscrit également son nom de plume Wandang ainsi que son sceau.

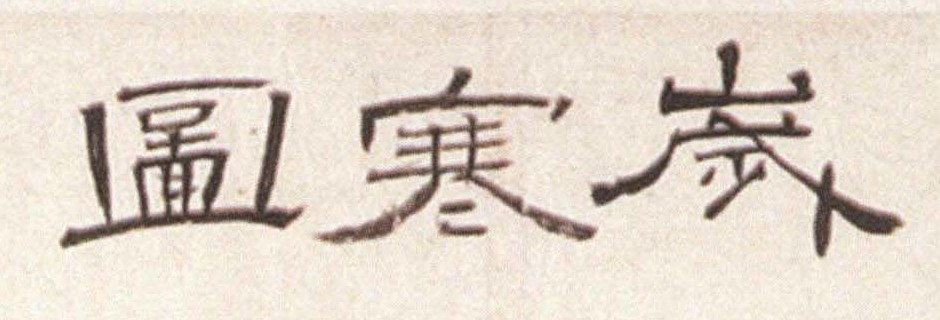
Le titre du tableau, « Sehando », à lire de droite à gauche
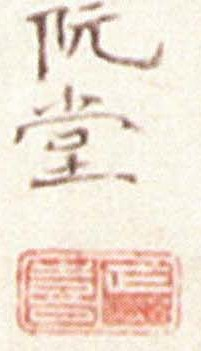
La signature (Wandang, 阮堂) et le sceau de Kim Jeong-hui

## Postérité
Grandement apprécié dès le vivant de Kim Jeong-hui, Paysage d'hiver inspire à d'autres peintres la création de tableaux réalisés en son hommage, tels que Paysage d'hiver de Kwon Don-in (ko) et Paysage d'après « Paysage d'hiver » de Wandang de Heo Ryeon (ko).
Aujourd'hui, Paysage d'hiver est classé trésor national de Corée du Sud no 180.
L'écrivaine Christine Jordis a consacré un livre intitulé Paysage d'hiver à Kim Jeong-hui.